# Arènes de La Macarena
Les arènes de La Macarena sont des arènes situées à Medellín, en Colombie.

## Présentation
Inaugurées le 4 avril 1945, les arènes de La Macarena peuvent accueillir près de 13,000 spectateurs
pour des spectacles de tauromachie.
La feria taurine de la Macarena a lieu du troisième samedi de janvier au troisième samedi de février. Elle comprend aussi un festival taurin avec la traditionnelle sortie de la statue de la Virgen de la Macarena de la petite chapelle qui se trouve à l'intérieur des arènes, pour une procession avant le paseo. Les arènes comportent aussi un musée taurin.